# Ligny-le-Ribault
Ligny-le-Ribault är en kommun i departementet Loiret i regionen Centre-Val de Loire strax norr Frankrikes mitt. Kommunen ligger i kantonen La Ferté-Saint-Aubin som tillhör arrondissementet Orléans. År 2022 hade Ligny-le-Ribault 1 255 invånare.

## Befolkningsutveckling
Antalet invånare i kommunen Ligny-le-Ribault
| Referens: INSEE |